# Estado de derecho en Perú
En Perú se ejerce su Estado de derecho para el cumplimiento de las leyes y la constitución durante su gobierno, así como la separación de poderes, la medidas contra los abusos y la transparencia según la HRW. Este se ampara en el artículo 3 y afines de la Constitución de 1993. Desde la Constitución de 1933 el Estado, bajo el derecho continental, está separado en diferentes poderes por medio de normativas nacionales. Aunque cuenta con un Poder Judicial, no solo suficientemente autónomo para operar con imparcialidad, desde 1980 cuenta con el Tribunal Constitucional para su estricto cumplimiento. Dicho tribunal establece que existe cumplimiento cuando está bajo los derechos establecidos en las normas constitucionales y el denominado Código Procesal Constitucional.
Perú rige un sistema garantista. Según el Índice mundial de Estado de Derecho en 2018, por World Justice Project, Perú se encuentra en el puesto 60 entre 113 países evaluados con un puntaje de 0.52 puntos.

## Contexto
Si bien Perú ejerce un estado democrático desde finales del siglo XIX, se apreció un riesgo de cleptocracia a partir del siguiente por los poderes fácticos u oficiosos que coactan o la corrompen.

### Uso coactivo del poder
Uno de los retos después del gobierno de Alberto Fujimori, fue la reducción de la presencia de las Fuerzas Armadas. Las instituciones fueron responsables de las ejecuciones extrajudiciales, desapariciones, torturas, masacres y otros abusos, así como el acoso judicial, policial e impositivos instigados por el gobierno; cuya promulgación de las normas en los primeros años de la década de 1990 fueron declaradas de anticonstitucionales posteriormente. Un punto trascendental desde el mandato de Fujimori fue el concepto jurídico propio a los denominados «inocentes», en referencia a las víctimas que fueron acusadas falsamente de terrorismo.
Las reglas sobre el tratamiento y respeto de los sospechosos, imputados, detenidos, y reclusos no siempre son respetadas. Las causas son la debilidad institucional de los organismos de seguridad del Estado surgido por dictaduras: la inexistencia de adecuados sistemas de control, la pobre independencia de poderes, el centralismo y la falta de capacitación de los funcionarios. Esto no significa que el Estado use el poder coactivo o que tenga ese uso legitimidad.
El Tribunal Constitucional se creó para reducir la dependencia de los poderes políticos y económicos, además de controlar las resoluciones del Poder Judicial que contradijeran dicha Constitución. Si bien goza de autonomía, no está exento de la influencia del gobierno en turno. Esta influencia puede verse exacerbada cuando el gobierno se siente bajo escrutinio. Cuando surgió la crisis política en 2021, el profesor ordinario de las Facultades de Derecho de la Universidad Nacional Mayor de San Marcos y Pontificia Universidad Católica del Perú, Pedro Grández Castro, advirtió que el Tribunal Constitucional cedió en 2023 al poder ejecutivo en evitar una futura disolución, lo que cambia la dinámica al limitar los poderes del Poder Ejecutivo. Por otro lado, el asunto de seguridad nacional generó mayor tensión a la ciudadanía cuando se tomó medidas de represión policial durante la convulsión social sin tomar consideración de las políticas sobre derechos humanos.
La asesora jurídica principal de Human Rights Watch, María McFarland, escribió en una columna de The Hill de 2024 que en el gobierno de Dina Boluarte se permitieron el desmantelamiento de protecciones de derechos humanos y ambientales, con consecuencias propicias para el florecimiento del crimen organizado. Muchas de las medidas fueron aprobadas por el sector conservador del Congreso de la República. El constitucionalista Luciano López manifestó que el ente legislativo infringió el artículo 43 de la Constitución con el propósito de promulgar normas controvertidas bajo la justificación de ser el primer poder del Estado.

### Grado de propaganda estatal
En Perú, se ganó fama por el uso de propaganda fujimorista, lo que permitió que el país tuviera la primera dictadura imagocrática del mundo. Desde la caída del gobierno de Fujimori, se instauró la neutralidad electoral, es decir, se prohibió la propaganda oficial como medio de gobierno.
La libertad de prensa del país se ha fortalecido desde el año 2002 con la de acceso a la información (Ley n.º 27806). Por lo tanto, los medios de comunicación no reciben un trato discriminatorio de la publicidad estatal, mientras que el Estado no permite la posesión ajena de ningún medio escrito o audiovisual gubernamental (Ley n.º 28874). Es posible afirmar que no se emplea la propaganda estatal como un instrumento de gobierno.

### Prácticas clientelares
Perú históricamente tuvo dificultad en la trascendencia de los partidos políticos a causa del caudillismo y el clientelismo político. La administración fujimorista ejercía prácticas clienterales, como el intercambio de favores, la compra de votos parlamentarios, la emisión de sentencias judiciales favorables, etc. El ejemplo más notable fue en la destitución de los magistrados del Tribunal Constitucional del Perú en 1997.
El abogado José Domingo Pérez señalaba que los principales funcionarios del Ministerio Público se habían sometido al soborno, al tráfico de influencias y al prevaricato cuando el Gobierno peruano nombró a los fiscales de la nación Blanca Nélida Colán y Miguel Aljovín Swayne. Pérez señaló que tuvieron que pasar varios años para evitar esos nombramientos. En 2019 se creó una autoridad para sancionar la indisciplina de los fiscales.
Desde el año 2000, los grupos mafiosos que rodearon a Fujimori y a Montesinos permanecen al margen de las funciones del gobierno, aunque son una amenaza latente y una amenaza para el Estado de Derecho. Existen algunas deficiencias en la estructura burocrática que pueden permitir las prácticas clientelares, como que el 15 % del presupuesto no puede ser contabilizado, las exoneraciones al proceso licitatorio son frecuentes, los problemas surgidos en los fondos extrapresupuestarios, además del cambio de meta para responder a cambios imprevistos de política. Debido a grandes necesidades sociales, una capacidad de respuesta limitada, una gran volatilidad del voto por un gran descontento de la población genera incentivos para que la administración haga cambios frecuentes por situaciones coyunturales, y usar dinero del Estado para obtener fines políticos, aunque aún no se ha aplicado políticas populistas.

## Cualidades intrínsecas de la normas

### Generalidad
El sistema jurídico garantiza la generalidad razonable de las normas. En general, las políticas y normas internas de una institución privada no están por encima de los derechos ni principios que dicta la Constitución del Perú.
No obstante, las autoridades conceden ciertos permisos para la inversión privada. Por ejemplo, las exenciones fiscales a empresas específicas a cambio de determinadas contribuciones a la población. Esta práctica, surgida durante la adopción del neoliberalismo por parte del Estado, que otorga a los contratos un valor constitucional, genera inestabilidad e imprevisibilidad en el sistema tributario. El principio de generalidad se ve amenazado principalmente por la presión del sector privado, que busca influir en la legislación a través de sobornos y favoritismos. En 2019, más de 1400 empresarios fueron investigados por casos de corrupción en el país.

### Publicidad
Las normas jurídicas se publican regularmente de manera impresa y electrónico en el diario oficial El Peruano. No existe buenos comprendios oficiales que recojan en un mismo texto jurídico, la legislación vigente en determinados temas. Así, se produce incertidumbre sobre cual norma está en vigor o está derogada. A pesar de una mejora en la publicidad en los últimos años, la mayoría de ciudadanos desconocen sus derechos y obligaciones.

### Irretroactividad
En el Perú se suele respetar el principio de irretroactividad.

### Claridad y coherencia
No hay un lenguaje legal que esté presedido por principios de economía, seguridad y funcionalidad comunicativa, y un léxico no ambiguo y emplee una sintaxis, morfología y estilo legal preciso. Las normas tienen una calidad desigual y no siempre están armonizadas con el resto del ordenamiento jurídico.  Perú no cuenta con una política normativa que garantice la calidad de las normas: hay una ausencia de filtros que lo garanticen. La preparación de antecedentes tiene varias deficiencias, pues no se fijan claramente los fines y objetivos de la norma, no está demostrado si la norma logrará sus fines, o no se verifica la constitucionalidad de su contenido. Existe una proliferación de iniciativas legislativas (durante un periodo parlamentario de seis meses, suele promulgarse una media de 2000 o 3000) y una falta de cuerpos especializados para preparar las normas. Esto impide que las leyes se puedan preparar y desempeñar debidamente, además que afecta la capacidad de promulgar normas que sean coherentes con el resto del ordenamiento jurídico. Todo esto se combina con una interpretación errática e impredecible por partes de los poderes públicos.

### Viabilidad
Los antecedentes de un proyecto o propuesta de ley no suele estar acompañados de datos e informes que permiten al legislador valorar si el contenido de la norma es viable y si tiene probabilidades de aplicarse. No se suministran a la autoridad competente datos, análisis e informes sobre:
- la existencia de órganos administrativos capaces de aplicar la norma.
- la existencia de una organización judicial capaz de asumir su control efectivo.
- el costo económico de la norma para la administración y los ciudadanos.
- la previsible resistencia que encontrará su aplicación.

### Estabilidad
Desde inicios del siglo XXI Perú ha mejorado en el proceso de toma de decisiones. A pesar de ello, la formulación de políticas es arbitraria e impredecible ya que hay una formulación de normas y políticas de baja calidad, poco ejecutadas y fácilmente revertidas. La alta inestabilidad de las normas se aúna con el hecho de que tales cambios son predecibles. Los costos de transacción de ajuste a las nuevas normas son elevados. Así, la actividad económica se socava, las normas tienen menos credibilidad y hay menos confianza en el Estado. En 1994 se promulgó la Ley de los Derechos de Participación y Control Ciudadano, que ayudaría a que las normas más controversiales sean llevadas a referéndum, caso que pocas veces ocurrió.
El cambio constante de normas impide el desarrollo institucional a largo plazo, la colaboración intertemporal y la elaboración de leyes que agreguen los intereses de la ciudadanía. Otro factor que contribuye a la inestabilidad de las políticas es la mala calidad de la enseñanza del Derecho, por la proliferación desordenada de facultades de Derecho desde los años sesenta. Este proceso fue generado por los procesos de urbanización del país, las presiones del mercado laboral, la flexibilización de la legislación universitaria y la debilidad institucional del Estado para supervisar, regular y planificar la enseñanza.

## Aplicación congruente de la norma

### Aplicación congruente de parte del Ejecutivo
En Perú, existen instituciones públicas altamente eficaces, y otras que adolecen de debilidades institucionales. Existe una percepción de que la administración estatal es corrupta, pues el cumplimiento de la norma es trasgredido por el pago de sobornos. El limitado desarrollo institucional de la administración pública, la inadecuación de los controles, la baja profesionalización de la burocracia y los bajos salarios hacen que no se interprete debidamente la norma. La excesiva regulación incentiva que la ley sea evadida e incentiva además la corrupción.
En 2025, el Centro por la Justicia y el Derecho Internacional (CEJIL), la Fundación para el Debido Proceso (DPLF) y la Oficina en Washington para Asuntos Latinoamericanos (WOLA) señalaban que el Estado peruano mostraba «una alarmante falta de compromiso con dos pilares fundamentales de la organización: la democracia y los derechos humanos». Las instituciones afirmaban que el gobierno de Dina Boluarte tenía una estrategia que consistía en «desmantelar los mecanismos de rendición de cuentas, garantizar la impunidad de los crímenes del pasado y consolidar un modelo autoritario que debilita peligrosamente el Estado de derecho».

### Aplicación congruente por parte del sistema de Administración de Justicia
En Perú, cuenta con su particular sistema, a cargo del Poder Judicial (PJ), para juzgar eventos que infringen con las normas. Los jueces no basan sus decisiones únicamente en las afirmaciones de las partes, sino que cuentan con medios para verificar su exactitud. En los procedimiento civiles, el juez no investiga, sino que evalúa las pruebas presentadas por las partes. Si el demandado acepta la demanda, el juicio concluye y se dicta sentencia. Además de corroborar las afirmaciones de las partes, las pruebas sirven para convencer al juez (no persuadir, como en la justicia estadounidense).
El Poder Judicial se complementa con el Ministerio Público (MP) y la Policía Nacional (PNP). Estos organismos se encargan de las investigaciones en los procesos penales. El Ministerio Público cuenta con fiscales para garantizar que las investigaciones se realicen de manera legítima, mientras que la Policía se encarga de recabar pruebas penales.  Desde 1994, por ley, los detenidos y sentenciados penalmente deben figurar en el Registro Nacional de Detenidos y Sentenciados a Pena Privativa de Libertad Efectiva. El expresidente del Tribunal Constitucional, Víctor García, señaló que el Ministerio Público recibió las facultades investigadoras a causa de la corrupción que se presentaba en la PNP. El magistrado del TC, Gustavo Gutiérrez, afirmó que la policía tiene derecho a realizar investigaciones preliminares antes que la fiscalía para «evitar confrontaciones» entre ambas instituciones.
Aparte de las tres instituciones (PJ, MP y PNP), otras instancias también tienen responsabilidad en la Administración de Justicia: el Ministerio de Justicia (a través de Instituto Nacional Penitenciario), los abogados de oficio y los procuradores, el Tribunal Constitucional, las instancias de conciliación y arbitraje, la Defensoría del Pueblo, la justicia militar a través del Fuero, entre otros. Además cuenta con un sistema independiente para administrar jueces y representantes electorales, la Junta Nacional de Justicia (JNJ), anteriormente el Consejo Nacional de la Magistratura (CNM). De hecho, los jefes de la Oficina Nacional de Procesos Electores y el Registro Nacional de Identificación y Estado Civil son elegidos por decisión de la JNJ en un concurso público.
Además que aplica normas de derechos humanos como el Sistema Interamericano de Derechos Humanos, en que todos los órganos del Estado están vinculados a ella, y otros entes de justicia internacional. Desde la caída de Fujimori, y una serie de reformas, se ha puesto fin al control de la justicia por el Ejecutivo. Pese a eso, y a los avances de selección y promoción de jueces con la creación del CNM, aún se percibe a la justicia como imparcial.
El Congreso tiene la facultad de nombrar jueces para el Tribunal Constitucional, que coincide con la de los legisladores y la del Presidente. Esto hace que el Tribunal Constitucional sea bastante propenso a verse influido por capturas políticas y a validar normas que contradigan la Constitución, como ocurrió con la interpretación de que las organizaciones no gubernamentales, especialmente aquellas que velan por los derechos humanos en el país, no son entidades con reconocimiento legal.

#### Eficiencia de los magistrados y sus procesos judiciales
El Tribunal Constitucional y la Corte Suprema no poseen competencia de jurisprudencia, lo que genera inestabilidad debido a los cambios en su composición y la base subjetiva y concreta de sus dictámenes. Además, carecen de la autoridad para restringir el flujo de casos recibidos, lo que dificulta la gestión de presiones políticas y la selección de causas con fundamento válido. Aproximadamente un 30 % de los magistrados ocupaban puestos temporales o provisionales en 2021 (en contraste con el 50 % de fiscales interinos), una cifra menor que la de 2001, cuando era un 55 %. A diferencia de los titulares, estos cargos conllevan una remuneración inferior y están más expuestos a la influencia de políticos investigados.
La opacidad en el proceso de ratificación de jueces y magistrados constituyó una amenaza, ya que el entonces Consejo Nacional de la Magistratura (CNM) no estuvo obligado a sustentar sus decisiones. La ausencia de un sistema de evaluación judicial y una estructura de carrera definida puede comprometer la independencia de los jueces respecto de sus superiores. Esto llevó a la reestructuración y creación de la Junta Nacional de Justicia, que promueve la evaluación judicial y prioriza el nombramiento por concurso de méritos frente a la elección popular o por designación personal. Es por lo que el exministro chileno Jaime Arellano Quintana consideró a la JNJ como una institución sólida. Finalmente, surgió un obstáculo adicional al convocar jueces penales para casos complejos o notorios con la instauración de la Corte Superior Nacional de Justicia Penal en 2018.
Existe la creencia de que quienes tienen poder económico puede obtener una resolución favorable; según un estudio de Instituto de Estudios Peruanos en 2022, ocho de diez encuestados cree que hay una desigualdad en el sistema judicial. La percepción pública es que la justicia peruana no es justa, pues no castiga a los culpables, y que es parcial. Además, su proceso bastante lento: los trámites para notificar, y regresar a la mesa de partes demora mucho más de lo que la ley estipula. Además, la tasa de pendientes va en aumento, que junto con los factores ya mencionados, explica la poca productividad de la justicia y su lentitud. La justicia no es económica. Así, los costos para recuperar una deuda pueden llegar a ser el 31.55 %.
Además, dado que los trámites son largos, lo que repercute en los gastos de los honorarios de los abogados, además que el tiempo de demora tiene un costo con el arancel y los honorarios profesionales del servicio de justicia. Como detalle importante a esa situación, en 2006 el país contó con casi 300 abogados de oficio, muchos de ellos operaron desde zonas urbanas. Históricamente, antes de la llegada de abogados de oficio, se recurrían a tinterillos, asesores que se encontraban en las calles y buscaban tener el mismo estatuto que un profesional. Esto contrasta con la realidad de los altos funcionarios. En 2024, 14 estudios de abogados particulares concentran los seis casos más emblemáticos en actividad, de los cuales varios abogados también son investigados.
La justicia peruana es poco fiable, sólo el 12 % de los peruanos confían en ella, incluyendo a los empresarios. Más de un 50 % de la población, de bajos recursos, residentes en zonas marginales urbanas, selváticas y de la cordillera andina no tiene acceso a la justicia. Las razones son la gran desconfianza, las demoras y los costos judiciales. La accidentada geografía, las condiciones climatológicas, y las barreras culturales y lingüísticas también influye. Pese a que existen 6.5 jueces por 100 000 habitantes, están concentrados en los juzgados de las sedes de las cortes. El número de defensores de oficio es de 258 para todo el país. En Lima están radicados el 27% de los jueces, además del 50% de los abogados colegiados.
Las ejecuciones de las sentencias suelen demorarse más de lo que estipula la ley, posiblemente porque en los años noventa la formación de los jueces fue deficiente. Los plazos de ejecución pueden oscilar entre uno y tres años. La sentencia de juicios emblemáticos tarda al menos ocho años. Para 2023, el Colegio de Abogados de Lima denunció el uso indebido de la prisión preventiva incluso antes de iniciar una investigación. Tanto el Ministerio Público, la Defensoría del Pueblo y la Contraloría tienen problemas estructurales. Además de ellos, otros organismos poseen limitaciones que interfieren en el proceso de justicia: el Ministerio de Justicia, el Instituto Nacional Penitenciario, Consejo Nacional de la Magistratura, Tribunal Constitucional, Congreso de la República, la policía, las instancias de conciliación, la justicia militar y los colegios de abogados.
El Congreso de la República es otra de las instituciones que han interferido en el sistema judicial por intereses particulares. Entre las intervenciones, destaca un proyecto que restringe el control difuso que tienen los jueces cuando el Tribunal Constitucional aprueba normas en contra de la Constitución peruana.

## Opinión pública
En una encuesta de Ipsos, realizada en 2016, mostró que un 61 % de personas opina que una misma fuerza política (Ejecutivo o Legislativo) no debe tener el control de ambos poderes del Estado. En 2023, un sondeo del Instituto de Estudios Peruanos indicó que 86 % de la población consideró la falta de respeto a la separación de poderes por parte del Congreso.